# Mathieu Babillot
Mathieu Babillot (Francia, 9 de septiembre de 1993) es un jugador profesional francés de rugby que se desempeña en la posición de ala cerrado en Castres Olympique, equipo perteneciente a la liga Top 14.

## Carrera
Babillot es un jugador de formación francesa (JIFF). En 2002 comenzó su carrera deportiva con el equipo Castres Olympique, donde lleva jugando 22 temporadas.